# Полацо (Горица)
Полацо је насеље у Италији у округу Горица, региону Фурланија-Јулијска крајина.
Према процени из 2011. у насељу је живело 587 становника. Насеље се налази на надморској висини од 18 м.